# Али Ал-Хабси
Али Aбпдила Хариб Ал-Хабси (на арабски: علي بن عبد الله بن حارب الحبسي), по-известен само като Али Ал-Хабси, е бивш омански футболист, вратар. Най-известен с изявите си в английските Болтън Уондърърс, Уигън Атлетик и Рединг. Има 135 мача за оманския национален отбор.